# Brian Acton
Brian Acton (17 de febrero de 1972) es un programador de ordenador estadounidense y un emprendedor de Internet. Acton es el presidente ejecutivo de Signal Foundation, el cual él cofundó con Moxie Marlinspike en 2018.
Anteriormente fue empleado en Yahoo!, y cofundó (con Jan Koum) WhatsApp, una aplicación móvil de mensajería que fue adquirida por Facebook en febrero del 2014 por 19 mil millones de dólares. Acton dejó WhatsApp en septiembre de 2017. Según Forbes (2018), Acton es el 76.º hombre más rico en América, con una riqueza de USD 7 mil millones.

## Educación
Acton, nacido en Michigan, creció  en Florida Central, donde se graduó del Instituto de Lago Howell.  Acton recibió una beca completa para estudiar ingeniería en la Universidad de Pensilvania pero después de un año dejó esa universidad para estudiar en Stanford. Se graduó en la Universidad de Stanford  en 1994 con un grado en informática.

## Carrera
En 1996,  fue el 44.º empleado contratado por Yahoo Inc.

### WhatsApp
En 2014, Koum y Acton lograron vender WhatsApp a Facebook por aproximadamente 19 mil millones de dólares.

## Vida personal
Está casado con Tegan Acton.